# Berillium-bromid
A berillium-bromid a hidrogén-bromid berilliumsója, képlete BeBr2.

## Előállítása
Berillium-oxid, bróm és szén keverékének reakciójával állítható elő 1100–1200 °C-on, a reakcióban melléktermékként szén-monoxid keletkezik:
{\displaystyle \mathrm {BeO+Br_{2}+C\ {\xrightarrow {\text{1400 K}}}\ BeBr_{2}+CO\uparrow } }
Előállítható az elemek közvetlen reakciójával, vagy berillium-karbid és bróm reakciójával 500–700 °C-on:
{\displaystyle \mathrm {Be+Br_{2}\ {\xrightarrow {\text{800 K}}}\ BeBr_{2}} }
Berillium-oxid és hidrogén-bromid reakciója során is keletkezik:
{\displaystyle \mathrm {BeO+2\ HBr\longrightarrow BeBr_{2}+H_{2}O} }

## Tulajdonságai
Nagyon higroszkópos, rombos kristályokból álló fehér por. Rácsállandók:  a = 10,32 Ǻ, b = 5,52 Ǻ és c = 5,54 Ǻ. Olvadási entalpiája 9,80 kJ/mol. Gázfázisban dimer alakban van jelen.
Vízben lassan hidrolizál:
{\displaystyle \mathrm {BeBr_{2}+2H_{2}O\longrightarrow 2HBr+Be(OH)_{2}} }
Mint minden berilliumvegyület, lenyelve vagy belélegezve mérgező.

## Felhasználása
Dietil-éteres oldatát igen aktív katalizátorként használják a szerves kémiai reakciókban.

## Fordítás
Ez a szócikk részben vagy egészben  a   Berylliumbromid című német Wikipédia-szócikk fordításán alapul.  Az eredeti cikk szerkesztőit annak laptörténete sorolja fel. Ez a jelzés csupán a megfogalmazás eredetét és a szerzői jogokat jelzi, nem szolgál a cikkben szereplő információk forrásmegjelöléseként.
Ez a szócikk részben vagy egészben  a   Beryllium bromide című angol Wikipédia-szócikk fordításán alapul.  Az eredeti cikk szerkesztőit annak laptörténete sorolja fel. Ez a jelzés csupán a megfogalmazás eredetét és a szerzői jogokat jelzi, nem szolgál a cikkben szereplő információk forrásmegjelöléseként.